# 65-те командування особливого призначення
LXV-е (65-те) головне командування особливого призначення (нім. Höheres Kommando z.b.V. LXV) — спеціальне головне командування особливого призначення Сухопутних військ Вермахту за часів Другої світової війни. 1 березня 1942 переформоване разом з Уповноваженим представництвом генерального командувача та командуванням Вермахту у Сербії (нім. Bevollmächtigter Kommandierender General und Befehlshaber Serbien) на Генеральне командування військами Вермахту у Сербії (нім. Kommandierender General und Befehlshaber in Serbien).

## Історія
LXV-е головне командування особливого призначення було сформоване 21 травня 1941 в II-му військовому окрузі (нім. Wehrkreis II).

## Райони бойових дій
- Німеччина (травень 1941);
- Югославія (травень 1941 — березень 1942).

## Командування

### Командири
- генерал артилерії Пауль Бадер (нім. Paul Bader) (15 жовтня 1940 — 1 березня 1941);

## Бойовий склад 65-го командування особливого призначення
Формування управління, забезпечення та підтримки
- 109-те артилерійське командування (Arko 109);
- 465-та батальйон зв'язку (Korps Nachrichten-Abteilung 465).

- 704-та піхотна дивізія (704. Infanterie-Division);
- 714-та піхотна дивізія (714. Infanterie-Division);
- 717-та піхотна дивізія (717. Infanterie-Division).

- 704-та піхотна дивізія;
- 714-та піхотна дивізія;
- 717-та піхотна дивізія;
- 718-та піхотна дивізія (718. Infanterie-Division).

- 704-та піхотна дивізія;
- 714-та піхотна дивізія;
- 717-та піхотна дивізія;
- 718-та піхотна дивізія;
- 125-й піхотний полк (Infanterie-Regiment 125).

- 164-та піхотна дивізія (164. Infanterie-Division);
- 713-та піхотна дивізія (713. Infanterie-Division).

- 704-та піхотна дивізія;
- 714-та піхотна дивізія;
- 717-та піхотна дивізія;
- 718-та піхотна дивізія.

- 113-та піхотна дивізія (113. Infanterie-Division);
- 342-га піхотна дивізія (342. Infanterie-Division);
- 704-та піхотна дивізія;
- 714-та піхотна дивізія;
- 717-та піхотна дивізія;
- 718-та піхотна дивізія.

- 704-та піхотна дивізія;
- 714-та піхотна дивізія;
- 717-та піхотна дивізія;
- 718-та піхотна дивізія.